# Hartington Middle Quarter
Hartington Middle Quarter est une paroisse civile du Derbyshire, en Angleterre.